# جوردن دين
جوردن دين (بالإنجليزية: Jordan Dane)‏ (1953 في الولايات المتحدة)؛ كاتِبة مُتخصِّصة في أدب الأطفال وروائية أمريكية.